# Horizontalismus
Als Horizontalismus wird in einigen wenigen, theologischen Quellen eine Interpretation der Welt und des Transzendenten bezeichnet, die in gemäßigter Form das Gewicht der christlichen Existenz auf die innerweltliche Nächstenliebe verschiebt und, in ihrer so genannten radikalen Form, von Gott angefangen alle Begriffe des Glaubens nur als gewesene Chiffren begreift, die im Verlauf der Geschichte des Christentums nur zur Verständlichmachung seines eigentlichen Kerns, der Nächstenliebe, gedient hätten.
Horizontalismus und Vertikalismus stehen zueinander im wechselseitigen Bezug. Sie bilden die beiden Achsen der christlichen Existenz jeweils aus der menschlichen Perspektive heraus gesehen, dabei steht Vertikalismus für den menschlichen Gottesbezug und Dienst an Gott und Horizontalismus für die Ausrichtung des Glaubens im Sinne gelebter Nächstenliebe, oder wie Karl Rahner es den radikalen Horizontalisten in den Mund zu legen versucht, „gesellschaftspolitisches und gesellschaftskritisches Engagement“ und „Weltverantwortung“.
Vor allem in Rahners Text „Heilsauftrag der Kirche und Humanisierung der Welt“ wird dieses Thema intensiv bearbeitet. In wenigen anderen Quellen, zumeist Interviews aus der Zeit der Befreiungstheologie, taucht der Begriff des Horizontalismus als Mittel scharfer Abgrenzung gegen echte oder vermeintlich zu progressive Christen auf. Es kann davon ausgegangen werden, dass nie eine Gruppe existiert hat, die sich selbst so bezeichnet oder den Horizontalismus als ihre Lehre so benannt hat. Dennoch darf nicht vergessen werden, was Rahner selbst zugibt, dass das eine wie das andere, Horizontalismus wie Vertikalismus, alleine nicht tragen kann, schlichtweg Häresie ist.